# Eryngium hookeri
Eryngium hookeri là một loài thực vật có hoa trong họ Hoa tán. Loài này được Walp. mô tả khoa học đầu tiên năm 1843.